# M/S Uraniborg

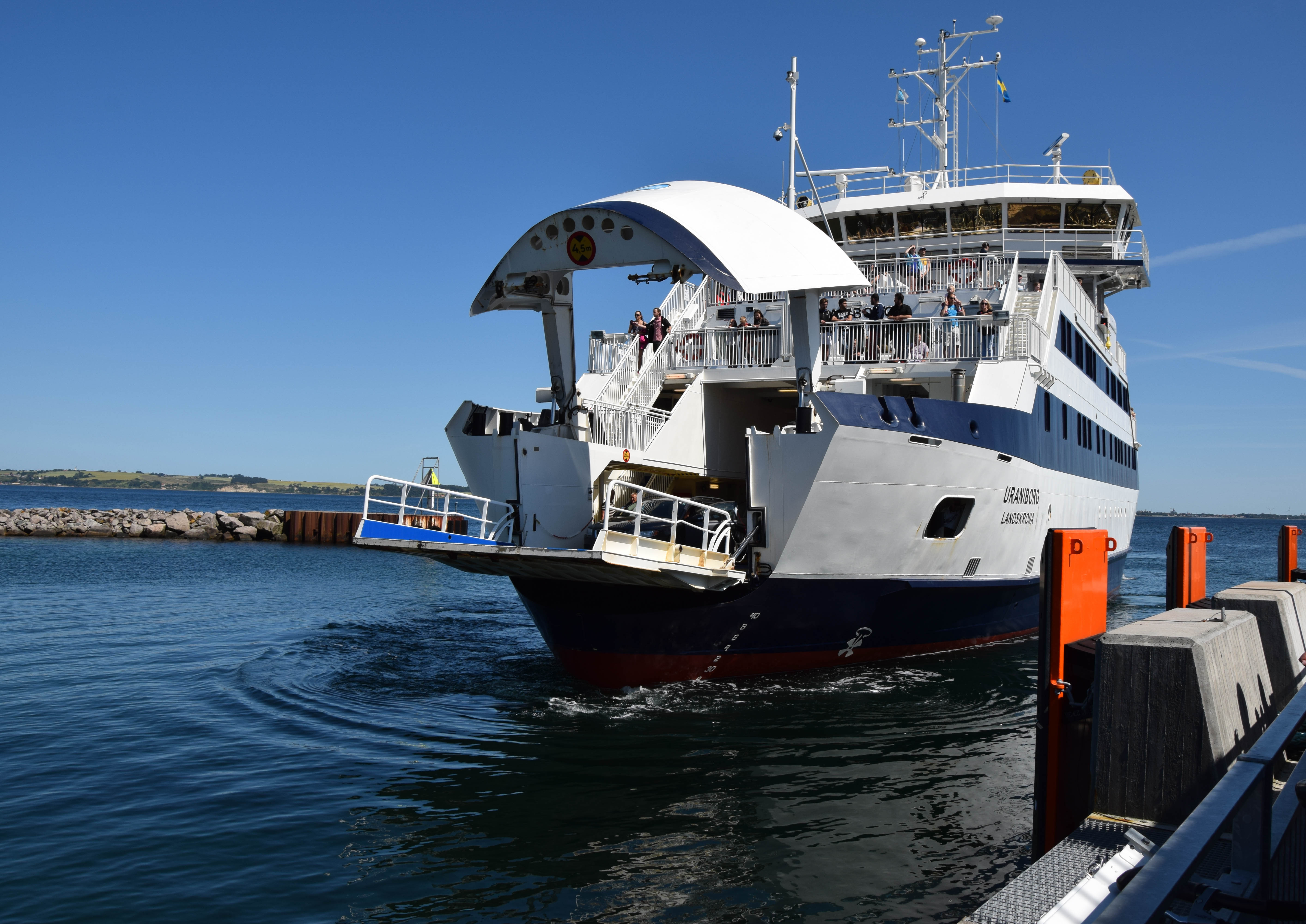
M/S Uraniborg anlöper Bäckviken på Ven

M/S Uraniborg är en svensk passagerarfärja som trafikerar rutten Landskrona – Bäckviken på Ven för 
Rederi AB Ventrafiken. Hon levererades av Hvide Sande Shipyard i Hvide Sande i Danmark 2012. Skrovet och däckshuset byggdes av Stocznia Gdynia S.A. i Gdynia i Polen.
Rederiets andra äldre fartyg som även trafikerar ön Ven är M/S Stjerneborg.